# IKWV
De IKWV of de Intercommunale Kustreddingsdienst West-Vlaanderen is de kustreddingsdienst aan de Belgische Kust en heeft tot doel de veiligheid van toeristen, baders, zwemmers en watersportbeoefenaars op het strand en in het water langs de West-Vlaamse kust maximaal te waarborgen. Dit tot bevordering van het toerisme aan de kust. De strandredders zijn de bewakers van het strand en staan vaak ook in voor verloren gelopen kinderen. Vandaag is de IKWV het overkoepelend orgaan voor alle kustgemeenten wat de organisatie van de kustreddingsdienst betreft. Hierdoor wordt er gestreefd naar een zo groot mogelijke uniformiteit, zowel op het gebied van kleding, materiaal als op het gebied van optreden, praktische organisatie, enzovoort. Door deze samenwerking is de Belgische kust een van de veiligste kusten ter wereld. De bewaking van de kust loopt van 1 juli tot 31 augustus tussen 10u30 en 18u30. Drukke zones in grote badsteden hebben ook in mei, juni en september enkele dagen met bewaking.
Op de website van IKWV kan je steeds een actueel overzicht vinden van de geopende reddersposten per gemeente. 

## Geschiedenis
In het prille begin van de reddingsdienst in België waren het de kustgemeenten die instonden voor de veiligheid van hun baders. De verschillende methodes van de kustgemeenten zorgden vanzelfsprekend voor een ongunstig klimaat, waarin samenwerking zo goed als onbestaande was. In de periode 1960 en 1979 waren er 149 verdrinken geweest aan de Belgische kust, een cijfer die de kustgemeenten graag wat lager hadden willen zien. Er werd in 1982 beslist om een intercommunale organisatie op poten te zetten die de samenwerking tussen de gemeenten moest bevorderen. De gemeenten De Panne, Koksijde, Nieuwpoort, Middelkerke, Oostende, Bredene en Knokke-Heist zagen meteen de grote voordelen hiervan in. In 1995 traden ook de gemeenten Blankenberge en Brugge toe. Pas in het jaar 2000 werd ook De Haan lid van de intercommunale.

## Organisatie en opleiding

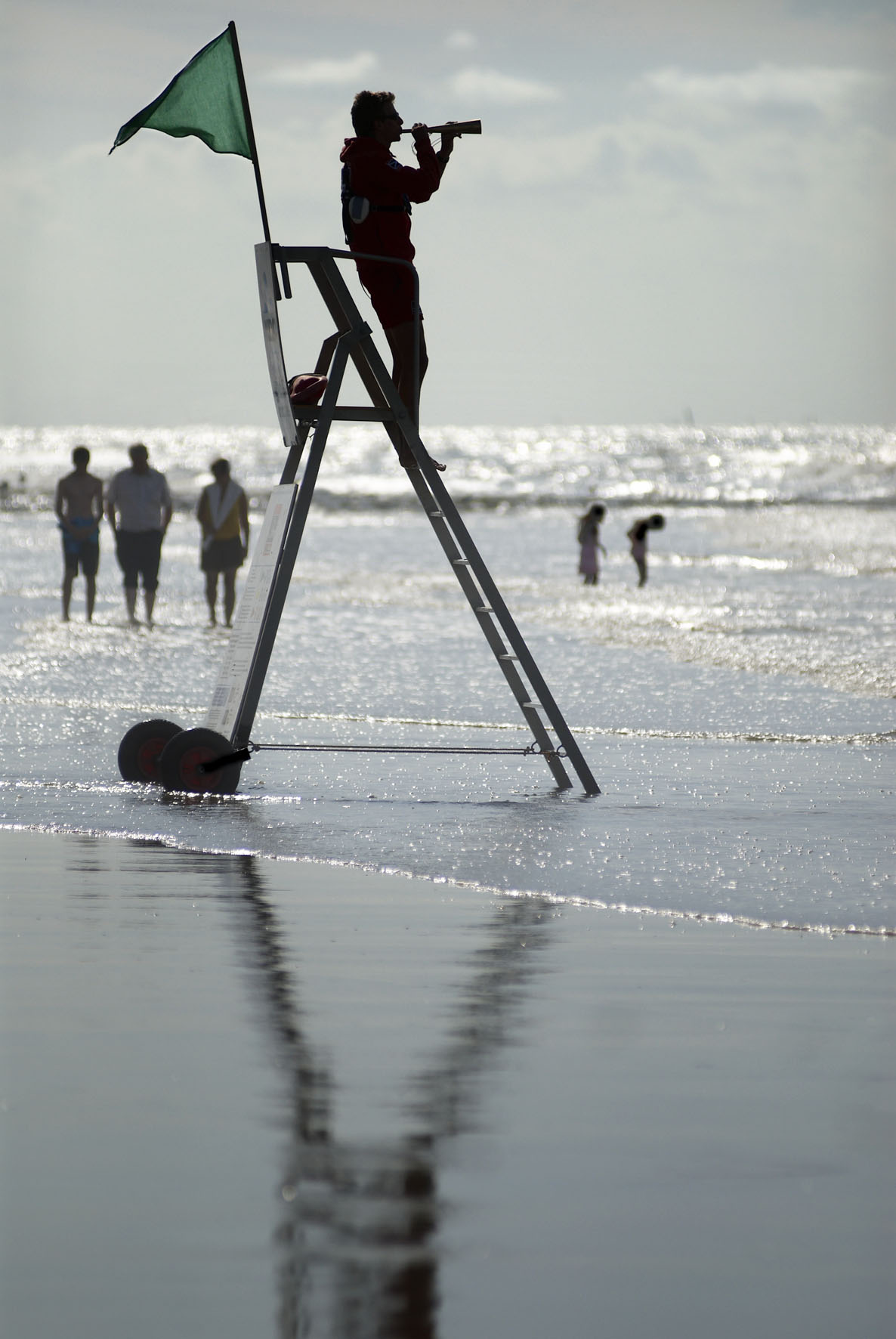
Een 'mirador': de reddersstoel van de strandredders

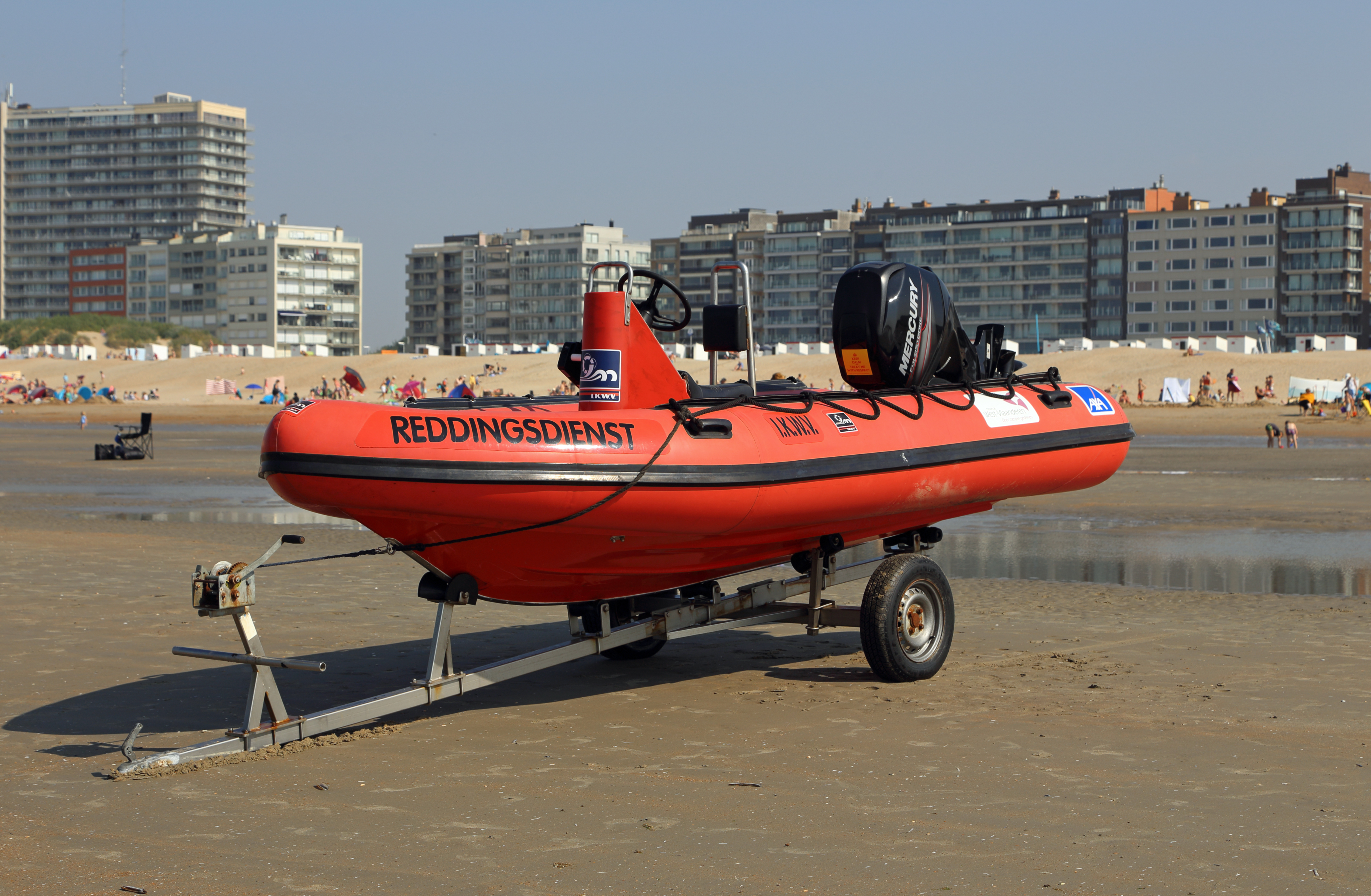
Reddingsboot op het strand van Oostduinkerke

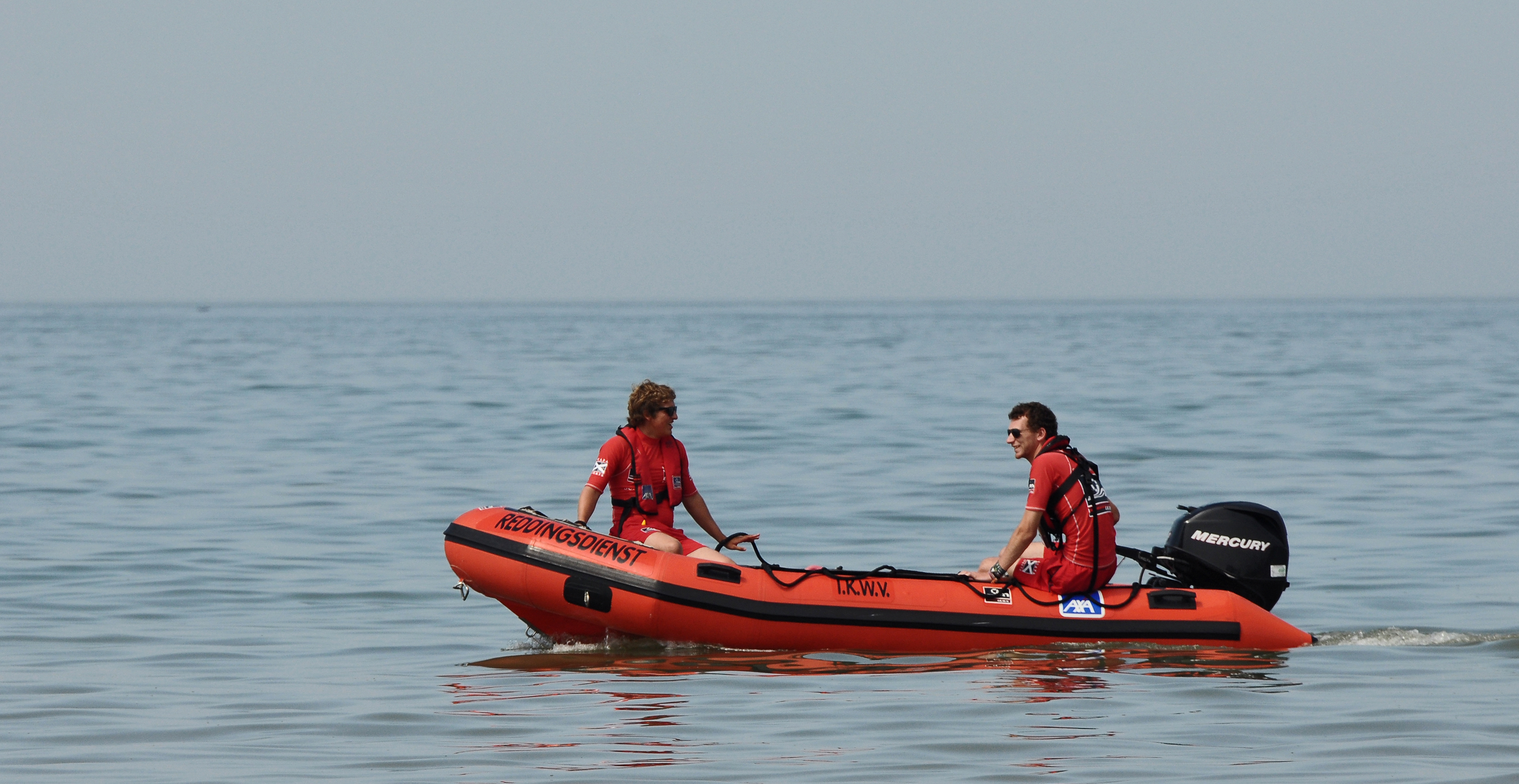
Redders aan het werk in De Panne

#### Organisatie en herkenning van de redders aan zee
Iedere Belgische kustgemeente heeft zijn eigen reddingsdienst die georganiseerd wordt door de IKWV, het overkoepelend orgaan. Aan het hoofd van iedere reddingsdienst staat een hoofdredder, eventueel bijgestaan door een adjunct-hoofdredder. Elke reddingsdienst is ingedeeld in verschillende reddingsposten die geleid worden door de post-oversten. Op iedere reddingspost staan ten slotte een aantal redders (3 tot 8, aantal afhankelijk van reddingspost tot reddingspost). Elke post is in het bezit van een mirador (reddersstoel - hoge uitkijkpost). Deze stoel dient om een overzicht te bewaren over de zone. Aan deze stoel is een bord bevestigd waarop uitleg staat over de signaalvlaggen en borden die je op het strand ziet. Hierop is ook altijd de temperatuur van het strandwater en het tijdstip van hoogtij en laagtij aangeduid. De redders zijn te herkennen aan hun opvallend rood met gele uniform. Tevens zijn zij altijd in het bezit van een vlag en een misthoorn om de baders te verwittigen of te waarschuwen. Vaak is de redderspost in het bezit van een boot. Deze boot dient om te patrouilleren, vooral op drukke zomerdagen. Het stelt de baders gerust en houdt hen een denkbeeldige maximumdiepte voor ogen. Er zijn verschillende types boten. De grotere posten bezitten een grote boot met een console in het midden.

#### Opleiding
De strandredders worden opgeleid door de WOBRA ( het West-Vlaams Opleidingscentrum voor Brandweer-, Reddings- en Ambulancediensten). Alle redders zijn in het bezit van het brevet 'redder aan zee'. Strandredders moeten uiteraard fysisch geschikt zijn, maar evenzeer kennis hebben van wetgeving, strandgevaren, materialenkennis, reanimatietechniek, enzovoort. Daarnaast verwachten toeristen voorname en vriendelijke redders die bereid zijn tot het uiterste te gaan om baders in nood te helpen. De minimumleeftijd om redder aan zee te kunnen zijn is 17 jaar. Om het brevet te behalen moeten de kandidaatredders slagen voor een examen dat bestaat uit drie delen:
- Deel 1: theorie (bestaat uit 8 hoofdstukken, waarvoor 8 examens worden afgelegd)
- Deel 2: praktijk zwemmen, reanimatie, EHBO en knopenleer (zeemanschap)
- Deel 3: een zeezwemproef (bij deze proef wordt de kandidaat geëvalueerd naar zijn zwem-en reddingscapaciteiten in zee)

Er zijn vier opleidingscentra waar men de praktische opleiding kan volgen: de provinciale zwembaden van Brugge en Kortrijk, het stedelijk zwembad van Oostende en het gemeentelijk zwembad van Koksijde. Het brevet 'redder aan zee' is slechts drie jaar geldig. Nadien moet men opnieuw een praktisch examen afleggen en krijgen geslaagden een bijscholingsattest dat opnieuw drie jaar geldig is.
|   | functie             | uniform   | duur     |
| - | ------------------- | --------- | -------- |
| 1 | hoofdredder         | blauw     | voltijds |
| 2 | adjunct-hoofdredder | blauw     | seizoen  |
| 3 | postoverste         | rood-geel | seizoen  |
| 4 | redder              | rood-geel | seizoen  |

## Preventie
IKWV heeft niet alleen de taak om toe te zien op de veiligheid van de strandbezoekers, maar ze heeft ook een preventieve taak.
Zo worden er gratis polsbandjes verdeeld voor de kinderen op het strand. Hierop kunnen ouders de naam van hun kindje en hun telefoonnummer noteren. Als een kind toch verloren loopt, kunnen de redders makkelijk contact opnemen met hun ouders.
Er werden animatiefilmpjes ontwikkeld voor sociale media: diverse thema's komen aan bod (waar mag je zwemmen, de betekenis van de vlaggen, veiligheid op het strand en veiligheid in het water).
Op het strand en op de zeedijk worden ook gratis afvalzakjes verspreid: hierin kunnen toeristen hun afval tijdens de dag verzamelen en het strand netjes achterlaten. Dit project wordt gesubsidieerd door OVAM.
Het hele jaar door kunnen groepen, zeeklassen of verenigingen terecht bij IKWV om uitleg te krijgen over de werking van de redders aan zee. De vzw Veilig aan zee zorgt voor de praktische uitvoering hiervan.